# IGNEA
IGNEA is een Oekraïense metalband die in 2013 in Kyiv werd opgericht en bekendstaat om de mengeling van verschillende metalstijlen, waaronder melodieuze deathmetal, symfonische metal, progressieve metal en oriëntaalse metal. Ook wordt in verschillende talen gezongen, waaronder het Engels en Oekraïens.

## Geschiedenis

### Oprichting
IGNEA werd in 2013 opgericht onder de naam Parallax. Datzelfde jaar nog verscheen de eerste ep: Sputnik. In 2014 volgde de single Petrichor. Op het nummer was een gitaarsolo en bouzouki-interludium te horen van Yossi Sassi (ex-gitarist van Orphaned Land).
In 2015 werd de bandnaam gewijzigd in IGNEA, gevolgd door de uitgave van een nieuwe single, Alga. Op het nummer was een symfonieorkest te horen. De videoclip ging op YouTube al snel viraal en werd in korte tijd miljoenen keren bekeken. In 2017 bracht IGNEA The Sign of Faith uit, het eerste studioalbum. De eerste single daarvan was Şeytanu Akbar, een anti-terrorismenummer. Later dat jaar werd de band genomineerd voor The Best Ukrainian Metal Act, een jaarlijkse Oekraïense awardshow. IGNEA eindigde in de top 3 en ging vervolgens op een Europese tournee.
In 2018 bracht IGNEA het nummer How I Hate the Night uit, met verwijzingen naar de film The Hitchhiker’s Guide to the Galaxy. Na het verschijnen van de single ging de band wederom op een Europese tournee, ditmaal met de Deense deathmetalband Illdisposed. In september 2018 nam IGNEA deel aan de Female Metal Voices Tour 2018, samen met onder meer Butcher Babies en Kobra and the Lotus. Direct na de tour volgde de single Queen Dies, waarop Oriëntaalse invloeden te horen waren.

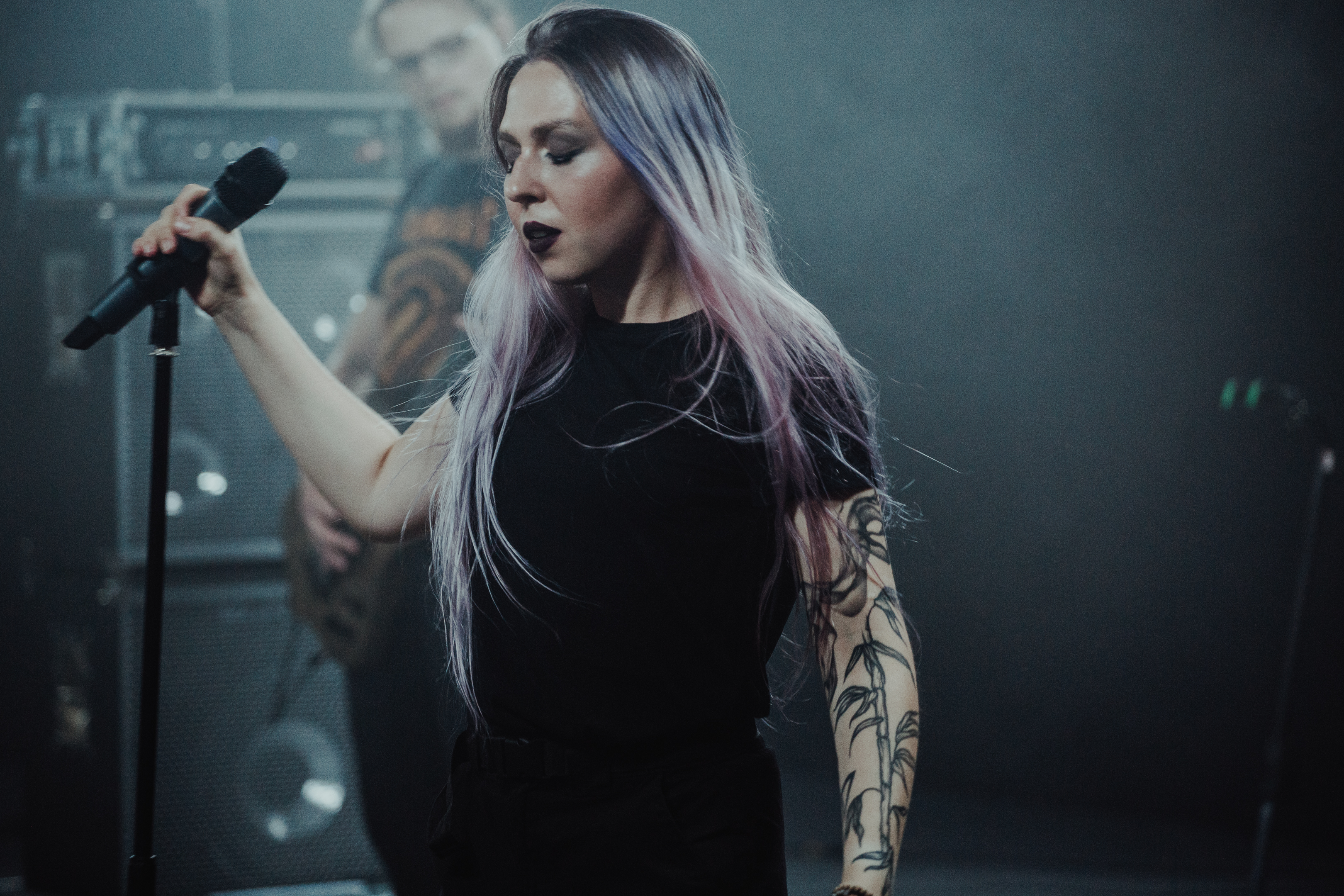
Zangeres Helle Bogdanova tijdens een optreden (2020)

In 2020, tijdens de coronacrisis, kwam IGNEA met een nieuw album getiteld The Realms of Fire and Death. Het album was tot stand gekomen met behulp van fans die via Patreon gedoneerd hadden (crowdfunding). The Realms of Fire and Death won de prijs voor metalalbum van het jaar op The Best Ukrainian Metal Act 2020. In 2021 bracht IGNEA samen met de symfonische deathmetalband ERSEDU de ep BESTIA uit. Op het album wordt het lot van Slavische volkeren en Slavische mythologische entiteiten bezongen.
In juni 2021 tekende IGNEA een platencontract bij Napalm Records. Een jaar later, in februari 2022, kondigde de band aan een derde studioalbum uit te brengen onder de naam Dreams of Lands Unseen. In de nummers wordt verteld over Sofia Yablonska.

## Discografie

### Ep's
| Jaar | Titel   | Opmerkingen  |
| ---- | ------- | ------------ |
| 2013 | Sputnik | als Parallax |
| 2021 | BESTIA  | met ERSEDU   |

### Albums
| Jaar | Titel                        |
| ---- | ---------------------------- |
| 2017 | The Sign of Faith            |
| 2020 | The Realms of Fire and Death |
| 2023 | Dreams of Lands Unseen       |

### Singles
| Jaar | Titel             | Album/Ep                     |
| ---- | ----------------- | ---------------------------- |
| 2014 | Petrichor         | The Sign of Faith            |
| 2015 | Alga              | The Sign of Faith            |
| 2018 | Queen Dies        | The Realms of Fire and Death |
| 2020 | Disenchantment    | The Realms of Fire and Death |
| 2020 | Jinnslammer       | The Realms of Fire and Death |
| 2021 | Bosorkun          | BESTIA                       |
| 2021 | Mermaids          | BESTIA                       |
| 2023 | Nomad's Luck      | Dreams of Lands Unseen       |
| 2023 | Dunes             | Dreams of Lands Unseen       |
| 2023 | Incurable Disease | Dreams of Lands Unseen       |

### Promotionele singles
| Jaar | Titel                                               | Album                  |
| ---- | --------------------------------------------------- | ---------------------- |
| 2024 | Camera Obscura (Live @ Out of the Blackout Session) | Dreams of Lands Unseen |